# Eco.mont – Journal on Protected Mountain Areas Research and Management
Das eco.mont – Journal on Protected Mountain Areas Research and Management ist eine wissenschaftliche Fachzeitschrift für Gebirgsforschung in Schutzgebieten. Die Zeitschrift publiziert Beiträge die per Peer-Review-Verfahren geprüft wurden und ist im Science Citation Index Expanded des Web of Science sowie in Scopus indiziert.

## Hintergrund
Die Fachzeitschrift eco.mont wurde durch die Zusammenarbeit zwischen dem Alpine Network of Protected Areas (ALPARC), dem International Scientific Committee on Research in the Alps (ISCAR), der Österreichischen Akademie der Wissenschaften (ÖAW) und der Universität Innsbruck gegründet. Sie wird am Institut für Interdisziplinäre Gebirgsforschung (IGF) herausgegeben.